# Bryce Miller
Bryce Miller, né le 26 juillet 1982 à Honolulu, est un pilote automobile américain. Il a notamment participé à deux reprises aux 24 Heures du Mans, en 2010 et en 2011. Il est le fils du pilote automobile Paul Miller (de).

## Carrière
En 2007, il se classe cinquantième des 24 Heures de Daytona à bord de la Porsche 911 GT3 Cup (997) de Farnbacher Loles Motorsports.
En 2010, il participe pour la première fois aux 24 Heures du Mans, où il pilote l'Aston Martin V8 Vantage GT2 de JMW Motorsport. L'équipage abandonne à la suite d'un accident pendant la sixième heure au niveau du virage du karting,. Lors de l’édition suivante, au volant de la Porsche 911 GT3 RSR (997) de Team Felbermayr Proton, il abandonne de nouveau sur accident, cette fois-ci sur sortie de route de Abdulaziz Al Faisal.
En 2013, il pilote la Porsche 911 GT3 RSR (997) de Paul Miller Racing en American Le Mans Series,.
À la fin du mois d’octobre 2014, il annonce qu'il participera à l'United SportsCar Championship au volant de l'Audi R8 LMS de Paul Miller Racing, dans la catégorie GTD,,.